# Hans Herrmann
Hans Herrmann (ur. 23 lutego 1928 w Stuttgarcie) – niemiecki kierowca wyścigowy Formuły 1 w latach 1953-1954, 1957-1961, 1966, 1969. Jeździł m.in. dla zespołów Daimler Benz AG, Maserati, Scuderia Centro Sud, British Racing Partnership, Porsche, Écurie Maarsbergen. Wystartował w 20 wyścigach Formuły 1, raz stając na podium, lecz nigdy nie wygrywając. W 1970 roku zwyciężył w wyścigu 24h Le Mans, jadąc samochodem skonstruowanym przez Porsche.